# اداره امنیت عمومی (سوریه)
اداره امنیت عمومی (به عربی: جهاز الأمن العام)، نیروی پلیس سوریه است. این نیرو، وظیفه حفظ نظم و قانون، حفاظت از جان و مال و تحقیق در مورد جرائم را بر عهده دارد. همچنین سایر وظایف معمول پلیس، از جمله کنترل ترافیک را نیز انجام می‌دهد.

## تاریخچه
اداره امنیت عمومی، نیروی پلیس هیئت تحریر شام در منطقه کنترل آن در شمال سوریه بود که جایگزین پلیس آزاد سوریه شد، قبل از اینکه در آوریل ۲۰۲۴ به وزارت کشور دولت نجات سوریه منتقل شود. یک آکادمی پلیس در سپتامبر ۲۰۲۳ افتتاح شد و نخستین دسته از دانش‌آموختگان خود را در اوت ۲۰۲۴ تحویل داد.
پلیس امنیت عمومی که نیروی پلیس سوریه بعثی بود، در سال ۲۰۲۴ با سقوط رژیم اسد و فرار وی، فروپاشید. هیئت تحریر شام، اداره امنیت عمومی را از ادلب، برای حفظ نظم و امنیت در مناطقی که اخیراً تصرف کرده‌اند، در سطح کشور آورد. دولت انتقالی سوریه، در حال آماده‌سازی برای سازماندهی کامل اداره امنیت عمومی به عنوان نیروی پلیس جدید سوریه است.